# Carlos Ruiz Zafón
Carlos Ruiz Zafón (Barcelona, 25 de setembro de 1964 — Los Angeles, 19 de junho de 2020) foi um escritor espanhol.

## Carreira
Em 1993 ganhou o prêmio Edebé de literatura com seu primeiro romance, O Príncipe da Névoa, que vendeu mais de 150 mil exemplares na Espanha e foi traduzido em vários idiomas.[carece de fontes?]
Nos últimos anos transformou-se numa das maiores revelações literárias com A Sombra do Vento, que foi traduzido em mais de trinta idiomas e publicado em cerca de 45 países, e foi finalista dos prêmios literários espanhóis Fernando Lara 2001 e Llibreter 2002. Em Portugal, essa obra foi premiada com as Correntes d'Escritas, do ano de 2006. 
Seu romance O Jogo do Anjo escrito em 2008, teve mais de um milhão de exemplares vendidos na Espanha.
Esses números colocam Zafon como o mais bem sucedido escritor contemporâneo espanhol, junto com Javier Sierra, cujos trabalhos foram publicados em quarenta e dois países, e Juan Gómez-Jurado, cujos trabalhos foram publicados em quarenta e um países.[carece de fontes?]
Zafón também colaborou nos jornais espanhóis La Vanguardia e El País.
O livro A Sombra do Vento já ultrapassou a marca dos dez milhões de exemplares vendidos em todo o mundo desde o seu lançamento, em 2001.
Morreu no dia 19 de junho de 2020 em Los Angeles, aos 55 anos, em decorrência de um câncer.

### Trilogia da Névoa (Juvenil)
| Nº na série | Título original             | Título no Brasil        | Tradução      | Ano    | Editora |
| ----------- | --------------------------- | ----------------------- | ------------- | ------ | ------- |
| 01          | El príncipe de la niebla    | O Príncipe da Névoa     | Eliana Aguiar | (1993) | Suma    |
| 02          | El palacio de la medianoche | O Palácio da Meia-Noite | Eliana Aguiar | (1994) | Suma    |
| 03          | Las luces de septiembre     | As luzes de Setembro    | Eliana Aguiar | (1995) | Suma    |

No Brasil todos pela Suma, um selo da Companhia das Letras, em 2013.

#### Relacionado
| Título original | Título no Brasil | Tradução      | Ano    | Editora |
| --------------- | ---------------- | ------------- | ------ | ------- |
| Marina          | Marina           | Eliana Aguiar | (1999) | Suma    |

### Série Cemitério dos livros esquecidos (Adulta)
| Nº na série | Título original               | Título no Brasil          | Tradução                    | Ano    | Editora                |
| ----------- | ----------------------------- | ------------------------- | --------------------------- | ------ | ---------------------- |
| 01          | La sombra del viento          | A Sombra do Vento         | Marcia Ribas                | (2001) | Ponto de Leitura, Suma |
| 02          | El juego del ángel            | O Jogo do Anjo            | Eliana Aguiar               | (2008) | Ponto de Leitura, Suma |
| 03          | El prisionero del cielo       | O Prisioneiro do Céu      | Eliana Aguiar               | (2011) | Ponto de Leitura, Suma |
| 04          | El laberinto de los espíritus | O Labirinto dos Espíritos | Ari Roitman e Paulina Wacht | (2016) | Suma                   |

No Brasil todos pela Suma em 2017.

### Contos
| Nº na série | Título original       | Título no Brasil  | Tradução                    | Ano    | Editora |
| ----------- | --------------------- | ----------------- | --------------------------- | ------ | ------- |
| 01          | Rosa de fogo          |                   |                             | (2012) |         |
| 02          | Two-Minute Apocalypse |                   |                             | (2015) |         |
| 03          | La ciudad de vapor    | A cidade de vapor | Ari Roitman e Paulina Wacht | (2020) | Suma    |